# Stopplaats De Vlasakkers
De Vlasakkers (geografische afkorting Vlas) is een voormalige stopplaats aan de Centraalspoorweg tussen Utrecht en Zwolle. De stopplaats was geopend van 1 mei 1895 tot 15 mei 1938 en lag tussen de huidige stations Amersfoort en Den Dolder.
Na de Tweede Wereldoorlog is de stopplaats van mei tot en met augustus 1945 weer open geweest voor treinen uit Utrecht omdat het hoofdstation van Amersfoort door oorlogsschade onbereikbaar was.
Op 7 september 1947 is de stopplaats voor het tweede Zomerfeest van dagblad De Waarheid van de CPN gebruikt. De deelnemers aan deze bijeenkomst werden in 32 treinen naar en van de halte De Vlasakkers vervoerd.
In 1962 is de stopplaats tijdelijk open geweest voor schoolreisjes naar het DierenPark Amersfoort.